# Nazmi Avluca
Nazmi Avluca (ur. 14 listopada 1976 w Kargı) – turecki zapaśnik w stylu klasycznym. Czterokrotny olimpijczyk. Trzynaste miejsce w Atlancie 1996 i Sydney 20000 w wadze 76 kg. Brązowy medalista z Pekinu 2008 i piętnaste miejsce w Londynie 2012 (kategoria 84 kg).
Sześciokrotny medalista mistrzostw świata, złoto w 1999 i 2009. Siedem medali w mistrzostwach Europy, cztery złote w 1996, 2004, 2008 i 2010. Pierwszy w Pucharze Świata w 2001 i 2010; drugi w 1997 i 2002; trzeci w 2007 i piąty w 2003.
Uniwersytecki mistrz świata w 2002 i wojskowy mistrz świata w 2003. Wicemistrz świata juniorów z 2004 roku.